# Liste der Kulturdenkmäler in Oberstreit
In der Liste der Kulturdenkmäler in Oberstreit sind alle Kulturdenkmäler der rheinland-pfälzischen Ortsgemeinde Oberstreit aufgeführt. Grundlage ist die Denkmalliste des Landes Rheinland-Pfalz (Stand: 2. August 2023).

## Einzeldenkmäler
| Bezeichnung        | Lage                       | Baujahr    | Beschreibung                                                                                                   | Bild |
| ------------------ | -------------------------- | ---------- | --- | ---- |
| Schulhaus          | Eichgraben 2 Lage          | 1848       | ehemalige Schule; kleine ein- und zweigeschossige Baugruppe, Sandsteinquader, 1848, 1892 Umbau und Erweiterung | BW   |
| Spolie             | Nahestraße, an Nr. 10 Lage | 1604       | Wappenstein, bezeichnet 1604                                                                                   | BW   |
| Katholische Kirche | Kirchstraße Lage           | um 1952–55 | barockisierender Saalbau, später Heimatstil, um 1952–55                                                        | BW   |